# Phreatus immsi
Phreatus immsi là một loài bọ cánh cứng trong họ Zopheridae. Loài này được Hinton miêu tả khoa học năm 1936.